# 鶏油
| 項目                     | 分量（g） |
| ------------------------ | --------- |
| 脂肪                     | 99.8      |
| 飽和脂肪酸               | 29.8      |
| 14:0（ミリスチン酸）     | 0.9       |
| 16:0（パルミチン酸）     | 21.6      |
| 18:0（ステアリン酸）     | 6         |
| 一価不飽和脂肪酸         | 44.7      |
| 16:1（パルミトレイン酸） | 5.7       |
| 18:1（オレイン酸）       | 37.3      |
| 20:1                     | 1.1       |
| 多価不飽和脂肪酸         | 20.9      |
| 18:2（リノール酸）       | 19.5      |
| 18:3（α-リノレン酸）     | 1         |

鶏油（チーゆ、英: Chicken fat）もしくはチキンオイル（英: Chicken oil）は、鶏肉の食肉加工やレンダリングを経て得られる脂肪（鶏脂）を加熱して得られる油。

## 成分
融点は30℃前後。99.8%が脂質で構成され、そのうち約30%を飽和脂肪酸が占める。また、ω-6脂肪酸の一種のリノール酸を17.9%ないし22.8%と多く含むことで知られる。四訂日本食品脂溶性成分表によると、若鶏の腿肉の体脂肪にはオレイン酸42.4%、パルミチン酸22.9%、リノール酸15.4%、パルミトレイン酸7.1％が含まれている。

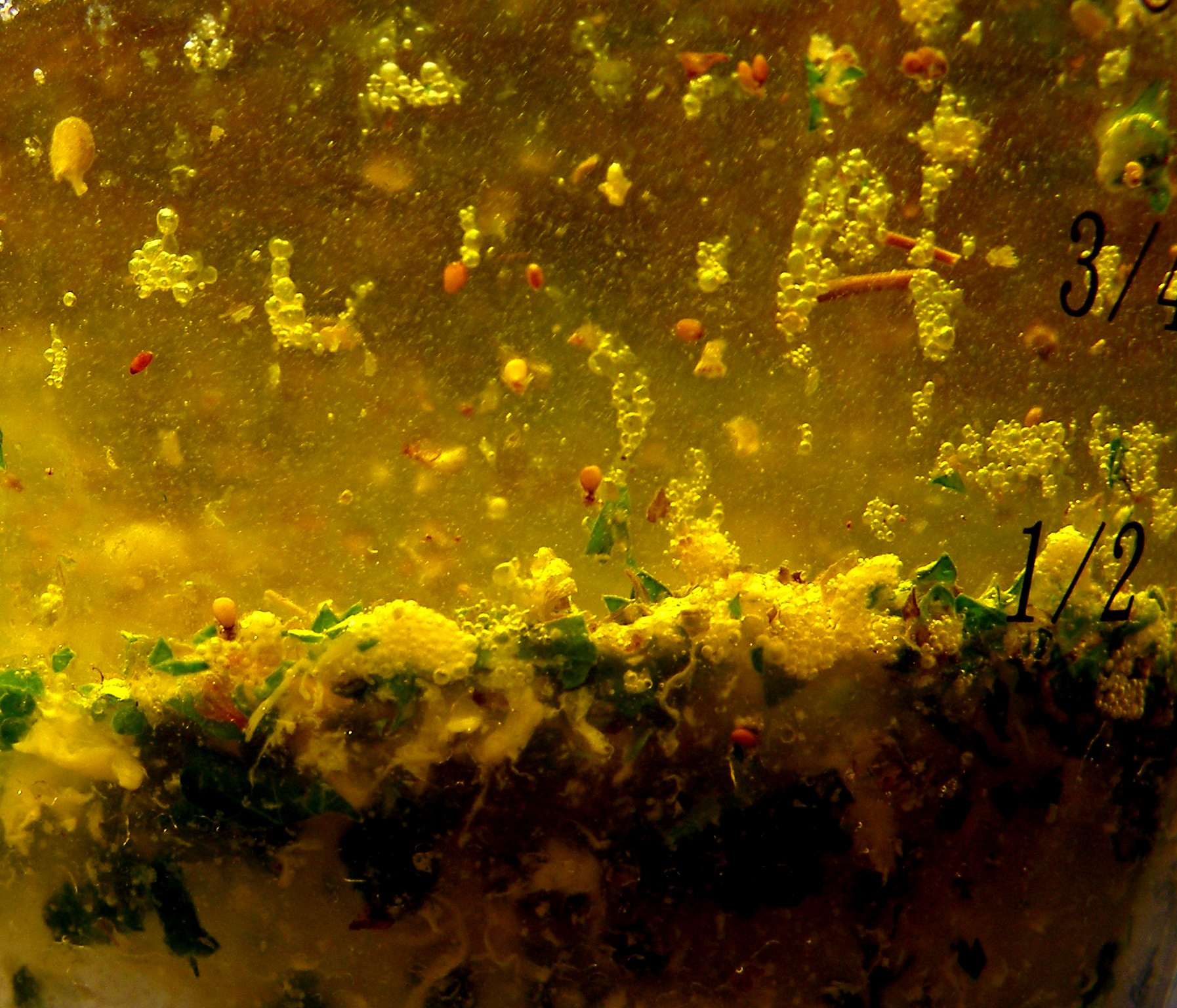
鶏油

## 用途
ラーメンスープの風味づけや中国料理および中華料理に使用されるほか、鶏脂はバイオディーゼル燃料として使用される。鳥類から採油される油脂には、シュマルツのように食用とされるものと、ガチョウから採れる白鵞膏のように薬用とされるものがある。